# Jüdische Gemeinde Kochendorf
Eine jüdische Gemeinde in Kochendorf, einem Stadtteil von Bad Friedrichshall im nördlichen Baden-Württemberg, hat nach dem Nachweis einzelner Juden bis zurück ins 16. Jahrhundert bestanden. Die Gemeinde hatte 1854 ihre größte Mitgliederzahl, die danach durch Abwanderung stark zurückging.

## Geschichte
Juden sind bereits im 16. Jahrhundert am Ort nachgewiesen und hatten um 1740 bereits eine eigene Synagoge, die 1806 durch einen Neubau ersetzt wurde. 1870 wurde der Jüdische Friedhof Kochendorf angelegt. Bis 1854 wuchs die Gemeinde auf 155 Personen an und bildete damit zeitweise bis zu 9 % der Bevölkerung des Ortes. Durch Ab- und Auswanderung verkleinerte sich die Gemeinde in der Folgezeit jedoch stark. 1925 wurde die Synagoge Kochendorf an die evangelische Kirchengemeinde verkauft, und noch vor 1933 löste sich die jüdische Gemeinde auf.
Die Toten der jüdischen Gemeinde wurden auf dem Jüdischen Friedhof Neckarsulm und ab 1870 auf dem eigenen Friedhof bestattet.

## Nationalsozialistische Verfolgung
Von den sieben im Jahr 1933 noch in Kochendorf lebenden Juden kamen 1940 bis 1943 fünf durch die Judenverfolgung ums Leben: Hedwig Stern geborene Herz 1940 in Grafeneck, Julie Herz 1942 im Lager Trostinec, Hannchen Herz, Lina Salomon und Jakob genannt Julius Herz 1942/43 in Theresienstadt. (Angerbauer/Frank, S. 133)
Das Gedenkbuch des Bundesarchivs verzeichnet 4 in Kochendorf geborene jüdische Bürger, die dem Völkermord des nationalsozialistischen Regimes zum Opfer fielen.

## Bürgerliche Namen
Als alle Juden in Württemberg 1828 erbliche Familiennamen annehmen mussten, nahmen die 23 Familienvorstände der Kochendorfer Juden folgende Namen an: Herz (5), Eisig (3), Gutmann (2), Levi (2), Neumann (2), Baruch (1), Däfele (1), Kahn (1), Kalmann (1), Löw (1), Moses (1), Oppenheimer (1), Salomon (1) und Weissenburger (1).

## Gemeindeentwicklung
| Jahr | Gemeindemitglieder |
| ---- | ------------------ |
| 1807 | 78 Personen        |
| 1828 | 106 Personen       |
| 1841 | 132 Personen       |
| 1854 | 155 Personen       |
| 1880 | 71 Personen        |
| 1900 | 40 Personen        |
| 1925 | 7 Personen         |
| 1933 | 7 Personen         |